# Axinyssa flaveolivescens
Axinyssa flaveolivescens är en svampdjursart som beskrevs av Hofman och Kielman 1992. Axinyssa flaveolivescens ingår i släktet Axinyssa och familjen Halichondriidae.
Artens utbredningsområde är havet utanför Colombia. Inga underarter finns listade i Catalogue of Life.